# Стаффорд, Хьюго, 2-й граф Стаффорд
Хьюго (Хью) де Стаффорд (англ. Hugh de Stafford; до 1342 — 16 октября 1386) — 3-й барон и 2-й граф Стаффорд с 1372 года, 3-й барон Одли с ок. 1358, английский военачальник во время Столетней войны, рыцарь ордена Подвязки с 1375 году, второй сын Ральфа де Стаффорда, 1-го графа Стаффорда, и Маргарет де Одли, 2-й баронессы Одли.

## Биография
Точный год рождения Хьюго неизвестен. Вероятно он родился до 1342 года. Поскольку его старший брат Ральф умер в 1347 году ребёнком, Хьюго стал наследником отца. Кроме того, от матери он около 1258 года унаследовал титул барона Одли.
В 1359 году Хьюго принял участие в военной кампании короля Эдуарда III во Францию.
В 1363—1366 годах Хьюго в составе армии Эдуарда Чёрного Принца участвовал в войне в Кастилии.
В 1371 году он был вызван в парламент как барон Стаффорд.
31 августа 1372 года умер его отец, Ральф Стаффорд, и Хьюго унаследовал титул графа Стаффорд и его владения. В том же году Хьюго участвовал в неудачной кампании, ставившей целью снять осаду Туара.
В 1373 году Хьюго принял участие в походе во Францию в составе армии Джона Гонта, а в 1375 году — в кампании Жана V де Монфора, герцога Бретонского, и Эдмунда Лэнгли, графа Кембриджа. В том же 1375 году, после окончания военной кампании, Хьюго был сделан кавалером ордена Подвязки.
После коронации короля Ричарда II Хьюго стал членом тайного совета. Он участвовал во многих королевских комиссиях
1 мая 1381 года Хьюго был назначен коммисионером для урегулирования ссор в шотландских марках.
В 1385 году в результате ссоры с Джоном Холландом был убит Ральф, старший сын Хьюго. Хьюго попробовал добиться от короля правосудия, но неудачно. В результате он отправился в паломничество в Иерусалим, на обратном пути из которого умер 16 октября 1386 года на острове Родос. Тело его привезли в Англию и захоронили в аббатстве Стоун.
Поскольку старший сын наследников не оставил, наследовали Хьюго последовательно трое младших сыновей.

## Брак и дети
Жена: Филиппа де Бошан (ок. 1334 — до 6 апреля 1386), дочь Томаса де Бошан, 11-го графа Уорика, и Кэтрин Мортимер. Дети:
- Ральф Стаффорд (1354—1385)
- Маргарет Стаффорд (ок. 1364/1365 — 9 июня 1396); муж: с ок. 1382 Ральф де Невилл (ок. 1364 — 21 октября 1425) 1-й граф Уэстморленд
- Томас Стаффорд (ок. 1368 — 4 июля 1392), 4-й барон Стаффорд, 4-й барон Одли и 3-й граф Стаффорд с 1386
- Уильям Стаффорд (21 сентября 1375 — 6 апреля 1395), 5-й барон Стаффорд, 5-й барон Одли и 4-й граф Стаффорд с 1392
- Кэтрин Стаффорд (ок. 1376 — 8 апреля 1419); муж: с ок. 13 апреля 1383 Майкл де Ла Поль (до 1367 — 18 сентября 1415), 2-й граф Саффолк
- Эдмунд Стаффорд (2 марта 1377 — 21 июля 1403), 6-й барон Стаффорд, 6-й барон Одли и 5-й граф Стаффорд с 1395, лорд-верховный констебль Англии с 1399
- Джоан Стаффорд (ок. 1378 — 1 октября 1442); муж: с 1392 Томас Холланд (ок. 1371 — 7/8 января 1400), 3-й граф Кент
- Хьюго Стаффорд (ок. 1382 — 25 октября 1420), 1-й барон Стаффорд с 1411